# Manraön
Manraön eller Manraatollen (tidigare Sydney) är en ö i Polynesien som tillhör Kiribati i Stilla havet.

## Geografi
Manra är en ö bland Phoenixöarna och ligger cirka 2 000 kilometer sydöst om huvudön Tarawa och cirka 500 kilometer norr om Tokelau. Dess geografiska koordinater är 4°27′ S och 171°16′ V.
Den obebodda ön är en korallatoll och har en areal om cirka 4,4 km² med en landmassa på cirka 2,3 km². Atollen omsluter en lagun på cirka 2,1 km² och omges av ett korallrev. Den högsta höjden är på endast några m ö.h.

## Historia
Ön upptäcktes av européer 1823, av den brittiske kaptenen T. Emmett Master på valfångstfartyget "Sydney Packet" och namngavs "Sydney" efter fartyget.
Den 12 januari 1916 blev Manra tillsammans med övriga öar inom Phoenixöarna ett eget förvaltningsområde inom det brittiska British Western Pacific Territories (Brittiska Västra Stillahavsterritoriet).
Den 18 mars 1937 införlivades alla Phoenixöarna i den brittiska kolonin Gilbert och Elliceöarna.
Åren 1938 till 1963 ingick Manra tillsammans med Nikumaroroön och Orona i det så kallade "Phoenix Islands Settlement Scheme" ett försök att flytta en del av befolkningen från de överbefolkade Gilbertöarna. 
Manra är en betydande boplats för sjöfåglar och utsågs 1938 till fågelreservat och 1975 till naturreservat.
1979 införlivades Phoenixöarna i den nya nationen Kiribati.